# Hou Xu
Hou Xu (chiń. upr. 侯勖; pinyin Hóu Xù; ur. 7 stycznia 1969) – chiński brydżysta z tytułem World International Master w kategorii Open (WBF).

## Wyniki brydżowe

### Zawody światowe
W światowych zawodach zdobył następujące lokaty:
| Mistrzostwa Świata. Konkurencja teamów | Mistrzostwa Świata. Konkurencja teamów | Mistrzostwa Świata. Konkurencja teamów | Mistrzostwa Świata. Konkurencja teamów | Mistrzostwa Świata. Konkurencja teamów | Mistrzostwa Świata. Konkurencja teamów |
| Rok                                    | Miejsce                                | Zawody                                 | Kategoria                              | Drużyna                                | Pozycja                                |
| -------------------------------------- | -------------------------------------- | -------------------------------------- | -------------------------------------- | -------------------------------------- | -------------------------------------- |
| 2014                                   | Sanya                                  | 14. Seria Mistrzostw Świata            | Miksty                                 | Redbull                                | 51                                     |
| 2014                                   | Sanya                                  | 14. Seria Mistrzostw Świata            | Open                                   | China Open                             | 17                                     |
| 2011                                   | Pekin                                  | SportAccord World Mind Games           | Męższczyźni                            | China                                  | 4                                      |
| 2011                                   | Veldhoven                              | 40 Mistrzostwa Świata Teamów           | Trans                                  | China Open                             | 5                                      |
| 2011                                   | Veldhoven                              | 40 Mistrzostwa Świata Teamów           | Open                                   | China                                  | 5                                      |
| 2010                                   | Filadelfia                             | 13 Seria Mistrzostw Świata             | Open                                   | China Open                             | 9                                      |
| 2008                                   | Pekin                                  | 1 Olimpiada Sportów Umysłowych         | Miksty                                 | Evertrust Holding Group                | 3                                      |
| 2007                                   | Szanghaj                               | 38 Mistrzostwa Świata Teamów           | Trans                                  | Xinyuankonggu                          | 47                                     |

| Mistrzostwa Świata. Konkurencja par | Mistrzostwa Świata. Konkurencja par | Mistrzostwa Świata. Konkurencja par | Mistrzostwa Świata. Konkurencja par | Mistrzostwa Świata. Konkurencja par | Mistrzostwa Świata. Konkurencja par |
| Rok                                 | Miejsce                             | Zawody                              | Kategoria                           | Partner                             | Pozycja                             |
| ----------------------------------- | ----------------------------------- | ----------------------------------- | ----------------------------------- | ----------------------------------- | ----------------------------------- |
| 2014                                | Sanya                               | 14. Seria Mistrzostw Świata         | Miksty                              | Sun Yanhui                          | 114                                 |
| 2011                                | Pekin                               | SportAccord World Mind Games        | Mężczyźni                           | Shi Miao                            | 1                                   |
| 2010                                | Filadelfia                          | 13 Mistrzostwa Świata               | Open                                | Shi Miao                            | 54                                  |

| Mistrzostwa Świata. Konkurencja indywidualna | Mistrzostwa Świata. Konkurencja indywidualna | Mistrzostwa Świata. Konkurencja indywidualna | Mistrzostwa Świata. Konkurencja indywidualna | Mistrzostwa Świata. Konkurencja indywidualna | Mistrzostwa Świata. Konkurencja indywidualna |
| Rok                                          | Miejsce                                      | Zawody                                       | Kategoria                                    | Pozycja                                      |                                              |
| -------------------------------------------- | -------------------------------------------- | -------------------------------------------- | -------------------------------------------- | -------------------------------------------- | -------------------------------------------- |
| 2011                                         | Pekin                                        | SportAccord World Mind Games                 | Mężczyźni                                    | 23                                           |                                              |

## Klasyfikacja
- Hou Xu – klasyfikacja WBF (ang.)